# Sheri-Ann Brooks
Sheri-Ann Brooks, jamajška atletinja, * 27. julij 1988, Saint James, Jamajka.
Nastopila je na olimpijskih igrah leta 2008 ter odstopila s štafeto 4×100 m. V isti disciplini je osvojila naslov prvakinje leta 2013 in podprvakinje leta 2007 na svetovnih prvenstvih, na svetovnih dvoranskih prvenstvih je osvojila bronasto medaljo v teku na 60 m leta 2010, na igrah Skupnosti narodov zlati medalji v teku na 100 m in štafeti 4x100 m leta 2006, na panameriških igrah pa zlato medaljo v štafeti 4x100 m in srebrno v teku na 200 m leta 2007.